# Aloe corallina
Aloe corallina es una especie de planta de flores perteneciente a la familia de los aloes. Es endémica de Namibia.

## Distribución y hábitat
Aloe corallina es endémica de Namibia. A pesar de que tiene un alcance relativamente limitado (extensión de presencia estimada en menos de 3.750 km ²), la población se cree que es estable en la actualidad. Su hábitat natural son los matorrales secos de áreas tropicales y subtropicales y zonas rocosas. Está en peligro de extinción por pérdida de hábitat. Crecen en los acantilados de dolomita del río Kunene.

## Taxonomía
Aloe corallina fue descrita por Frans Verdoorn y publicado en Fl. Pl. Africa 45: 1788 (1979).
Etimología
Ver: Aloe
corallina: epíteto latino  que significa "de color rojo coral".